# Ospedale degli Innocenti

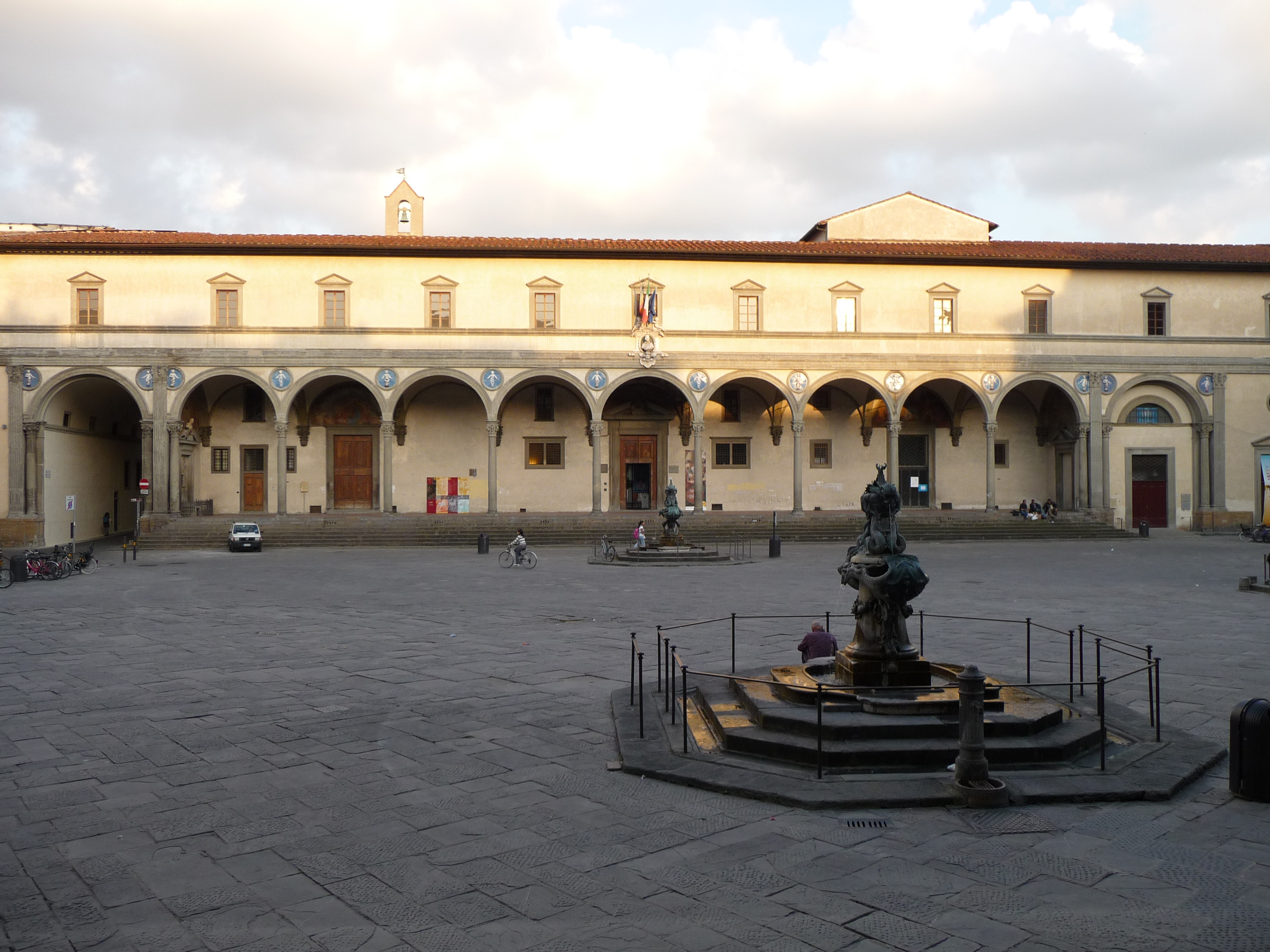
Fachada del Spedale degli Innocenti

El Ospedale degli Innocenti (en español: Hospital de los Inocentes; también, Spedale degli Innocenti) fue un orfanato de Florencia, Italia, fundado por parte del legado del rico mercader Francesco di Marco Datini y diseñado por Filippo Brunelleschi, el cual en el año 1419 se encontraba trabajando para el "Arte della Seta", el gremio de la seda y los orfebres, en su principal centro de beneficencia de la ciudad. Este gremio era uno de los más ricos de la ciudad y, como la mayor parte de las cofradías, asumió obligaciones filantrópicas. Asimismo, el incluir "inocentes" en el nombre haría referencia al pasaje bíblico donde se comenta cómo Herodes busca matar a todos los primogénitos con fin de deshacerse de Jesús. El hospital se ubica frente a la Plaza della Santissima Annunziata, que era uno de los principales centros de peregrinación de la ciudad. Este edificio está considerado un notable ejemplo de la arquitectura del primer renacimiento italiano. 
Se trataba de un orfanato donde los niños no deseados podían ser abandonados por sus madres. En su mayoría, estas mujeres eran sirvientas, las cuales no podían rechazar las insinuaciones que tenían sus patrones por miedo a perder su empleo, y es así como, de manera anónima, entregaban a los niños a la caridad del gremio. En cuanto a la construcción del centro, serían la iglesia y fundación corporativa quienes trabajan conjuntamente con el fin de reflejar el ser una comunidad favorecida por Dios y responsable desde el punto de vista cívico, poniendo de manifiesto las relaciones recíprocas entre Dios y el ciudadano en términos arquitectónicos.

## Historia del edificio

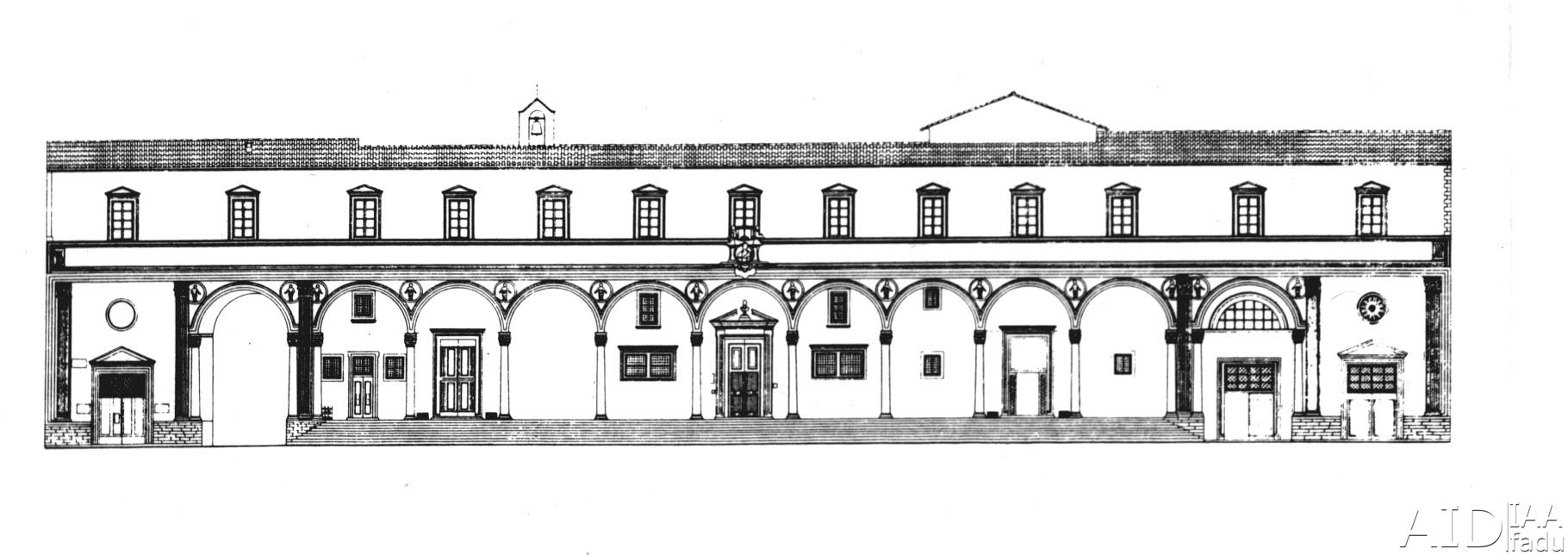
Fachada - Loggia del Hospital de los Inocentes

En un principio, se tuvo un presupuesto de 1000 florines donados por el comerciante y filántropo Francesco Di Marco Datini; Brunelleschi dirigirá la obra hasta 1427, es a partir de esta fecha que trabajarán otros arquitectos como Franceso della Luna, quien se ha atribuido el segundo piso de la fachada finalizado por Jacopo Roselli. Su construcción terminó el 24 de enero de 1445 iniciando inmediatamente con sus funciones.
Finalizado el Patronato en 1775, fue administrado hasta 1814, por una comisión especial para el hospital, creada por el gobierno francés. A partir de 1862, su administración se separa del gobierno quedando en manos de un Concilio administrativo operativo hasta 1888; desde 1890 adquiere la figura de Instituto de Asistencia Pública y Beneficencia, dirigido por un Concilio en que concurren representantes de la región Toscana, de la Provincia y de la comuna de Florencia. Posterior a la inundación de 1967, fue restaurado completamente gracias a aportes de múltiples instituciones, devolviendo muchas de sus características originales. En añadidura, alrededor del 1988 se alberga al Centro de Investigación Innocenti, la principal entidad investigativa de UNICEF, fundada para mejorar los conocimientos de los derechos de la infancia a nivel internacional y promover la aplicación de la Convención sobre los Derechos del Niño (1959) en los países industrializados y en desarrollo. Finalmente, en el año 2002 una reforma de los estatutos ha permitido crear la figura de un director general y actualmente funciona como museo histórico sobre éste tópico y de arte relacionado con la niñez.  

## Diseño

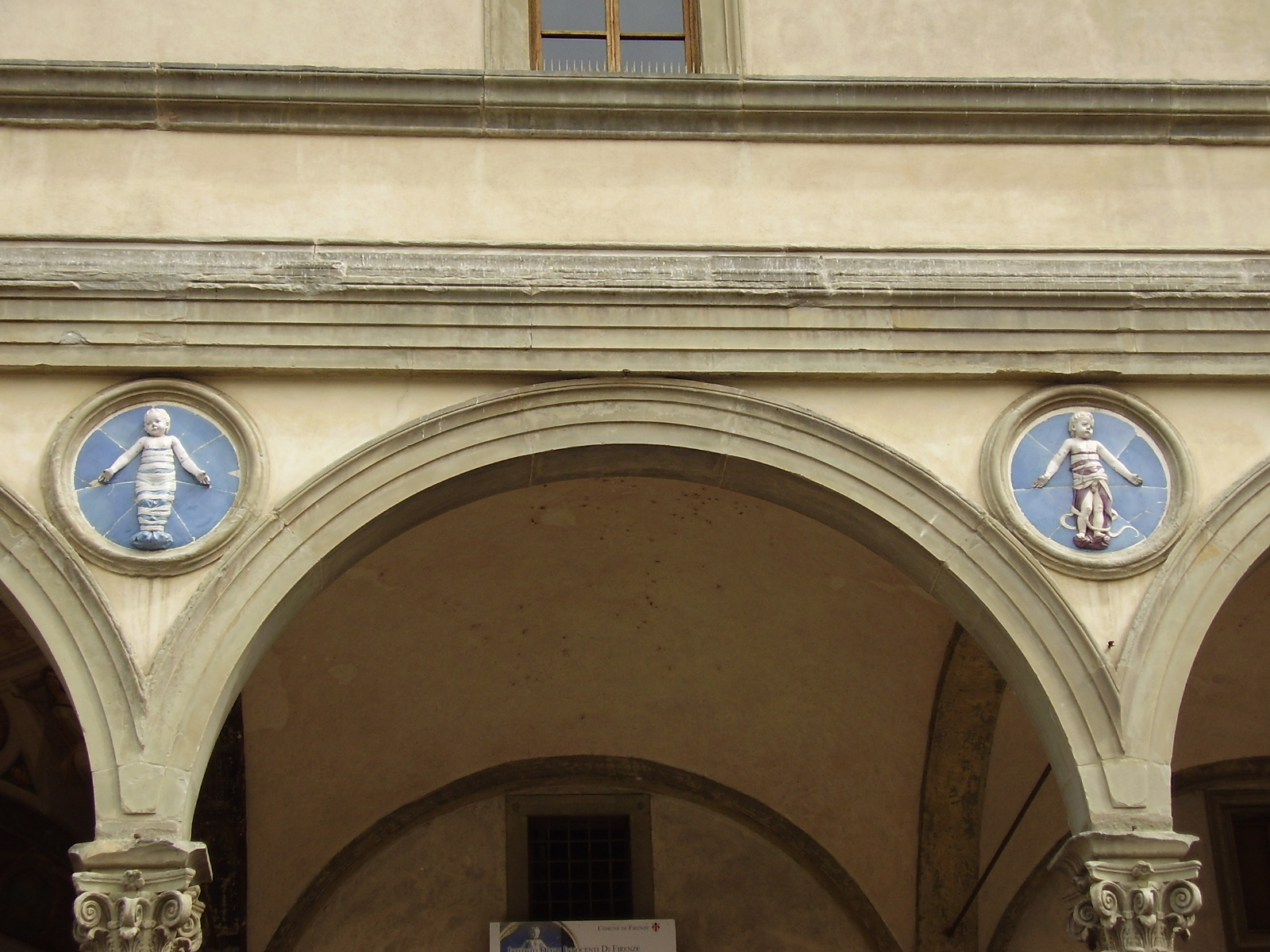
Detalle de la decoración exterior.

El diseño arquitectónico es el empleado frecuentemente en los hospitales de la Baja Edad Media, adecuando las estancias alrededor de un patio central como se percibió en varios edificios seculares en Florencia. Se presentan detalles en los capiteles de las columnas y de las molduras que imitan las formas romanas, sin embargo existe un gran debate entre las fuentes de inspiración para el edificio, algunos lo relacionan con la arquitectura romana mientras que otros afirman que apenas tiene elementos del mundo clásico con capiteles corintios o también planteando una semejanza con el mundo bizantino; más en concreto la galería de bóvedas con cúpulas del pórtico del Hospital de los Inocentes puede compararse con una solución semejante utilizada en el nártex de la basílica de San Marcos de Venecia. Sin embargo, aunque no se tuviera claro el diseño de los capiteles esto no impediría a la sociedad de la época querer replicar los grandes patios con diseños clásicos a lo largo de la historia europea. Brunelleschi conecta a los antiguos romanos con los nuevos florentinos, pero sin copiar a ninguno sino que puede llegar hasta a malinterpretarlos, un ejemplo sería el Baptisterio, que no parecía hacer una referencia directa a un templo romano.
Con respecto a la constitución de la fachada está consta de una logia abierta con nueve arcos de medio punto que aparecen conectados por columnas de orden compuesto. En cuanto a las enjutas, estas se encuentran decoradas con relieves escultóricos de forma circular. Los elementos arquitectónicos estaban articulados en piedra gris, la pietra serena (por su color gris-azulado) que destaca contra el blanco de las paredes. Igualmente, se integraría la novedad del uso de una lógica proporcional, entre ellas, la altura de las columnas, traza una línea horizontal a lo largo de la altura y crea un cuadrado entre altura y distancia intercolumnia. 

## Los tondi
Las columnas que se encuentran en el Hospital de los Inocentes pretenden llenar el espacio que dejan los arcos con un tondo cerámico, se tratan de unos medallones trabajados en terracota policromada que serán características del estilo florentino en arquitectura. Al principio, se emplean pocos colores; el blanco, el azul, el verde y algo de amarillo. Originalmente, Brunelleschi pensaba que fueran concavidades vacías, pero entre 1463 y 1466 encargaron a Andrea della Robbia que las rellenase con detalles escultóricos.
Estos medallones representan a bebés querubines en actitud de súplica, que visten simbólicamente la ropa elaborada por quienes eran los encargados de velar por los niños abandonados en ese entonces, los mercaderes de seda de Florencia. Probablemente los 10 medallones centrales, montados en 1487  son obra de Andrea della Robbia mientras que los 4 restantes, dos pares en los extremos de la logia fueron instalados en 1845 durante ampliaciones posteriores
Por otro lado, en el extremo derecho del pórtico se ubicaba una especie de cuenca próxima a una ventana amplia que comunicaba a una sala, donde una dama hacía turno esperando la llegada de algún niño abandonado, cuyo primer llanto avisaba su presencia; este sistema duró hasta 1660, año en que se construye la famosa "rueda " o "torno " en la que eran depositados los niños, ubicada ahora en el extremo izquierdo del pórtico el cual permanecerá hasta 1875. De igual manera, la inscripción en lo alto de este pórtico corresponde al Salmo n° 26 de la Biblia en latín "Pater et mater reliquerunt nos, Dominus autem assumpsit" (Nuestros padres y madres nos han abandonado, el Señor al contrario nos ha acogido). Al girar esta rueda, el niño ingresaba a un mesón en el que la imagen de José y María dejaban el espacio exacto en que encajaba este mecanismo haciendo que, al menos por unos instantes, el menor abandonado ocupará el lugar de Jesús-niño.
Muchos artistas, entonces famosos, contribuyeron a su construcción y ornamentación, como Luca y Andrea della Robbia, il Rossellino (1427-1478/1481), Filippo Lippi (1406-1469), Giuliano da Sangallo (1445-1516), Piero di Cosimo (1462-1521) y Domenico Ghirlandaio (1449-1494)
Posiblemente las obras más destacadas dentro de la galería son las siguientes:
- Virgen con el Niño y ángel, de Botticelli.
- Bodas místicas de Santa Catalina de Alejandría (1493), de Piero di Cosimo.
- Adoración de los Reyes Magos (Ospedale degli Innocenti), de Domenico Ghirlandaio.

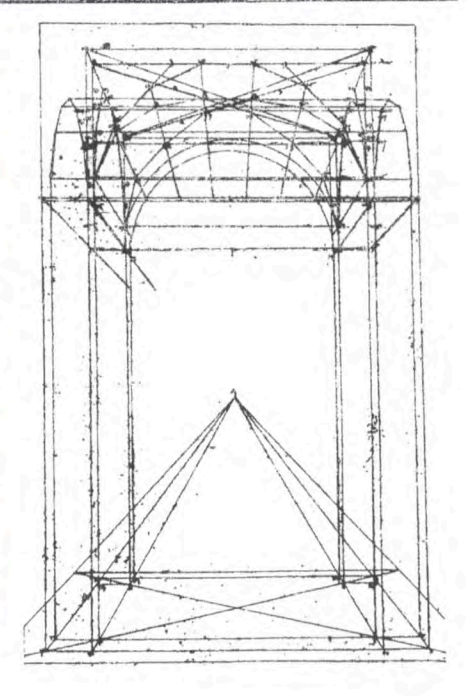
Perspectiva -Pórtico de los inocentes

## Perspectiva
Profundizando sus conocimientos de las disciplinas del cuadrivio y sacando sistemáticamente provecho de ello en su trabajo profesional, creó en sí mismo esa nueva mezcla de las artes liberales y mecánicas que marcó el camino de las ciencias aplicadas hoy en día.
Brunelleschi realizó un nuevo trabajo de la perspectiva proponiendo un sentido de las proporciones, la armonía visual de la organización de las masas y el espacio utilizando el uso de aparatos técnicos que le ayudaron a conseguir la obra final. Esta ciencia práctica se basa en la comprensión de las tradiciones clásicas y medievales, en la medida que tuvo acceso a ellas una vez entendiendo las características de ambos, con el estudio de ambos realizó una síntesis que se ve reflejada en el Hospital.
Por otra parte, Leon Battista Alberti reduciría esta perspectiva en una teoría que de antemano venía impulsada por Brunelleschi como un método de construcción geométrica que permite hacer una interpretación exacta de un sistema de objetos tal como se representa a la vista y determinar relaciones proporcionales de los distintos objetos percibidas por medio de las leyes matemáticas contenidas en esta prospectiva aunque ya se tenían en mente para la pintura, lo que Brunelleschi quiere y consigue en su arquitectura.

## Pórtico de los inocentes
La obra sería realizada entre 1421 y 1424 se puede observar lo que se ha definido como una firma de su estilo el motivo lineal del arco o mejor de la arquivolta girada sobre columnas. Es por ello, que con el fin de sostener una pared mediante una logia, Brunelleschi aspira sobre todo a dar a los arcos la máxima luz consiguiéndolo a partir de la reducción al mínimo de los elementos sustentantes. Entre ellas, el arco, con su curva tensa es el enlace entre dos entidades geométricas opuestas: la superficie y la profundidad perspectiva; la luz del arco es igual a la altura de sus apoyos y la campata es trabajada en forma de cubo. El cubo es la imagen ideal del espacio perspectivo, por eso el espacio vacío contenido en cada campata es teóricamente todo el espacio, es decir, es toda la profundidad geométrica representable. Las nuevas campatas del pórtico, cada una de las cuales está cubierta por una bóveda vaída, constituyen una serie de espacios cúbicos que permiten reducir el espacio elemental jugando al máximo con la perspectiva. Por lo cual, en el pórtico de los Inocentes, Brunelleschi demuestra la reducción de la profundidad en el plano, no interpretando al espectador frente del espacio sino como la idea de una mirada desde el terreno hacia la escena de un teatro.
Por otra parte, se presenta una relación con la basílica de San Lorenzo (1423) puesto que esta desarrolla simétricamente el tema planteado en el pórtico del Hospital de los Inocentes, se presenta la misma superposición de una superficie plana sobre una sucesión de arcos en ambos lados de la nave. También por la serie de campatas que componen las naves laterales cubiertas con bóvedas vaídas, es decir todo el conjunto del pórtico, su frente y su profundidad de módulos de base cuadrada como lo conforma cada una de las naves laterales de San Lorenzo.
Finalmente, los pórticos de Brunelleschi son lugares de conversación y solaz para gentes que ya no luchan por políticas, si no por partidos. A veces la discusión va más por la calidad de obras de arte, es un gusto caballeresco, fantasioso propio del quattrocento que ha infectado a los plebeyos.